# 속초해랑중학교
속초해랑중학교는 대한민국 강원특별자치도 속초시 금호동에 있는 공립 중학교이다.

## 학교 연혁
- 1955년 3월 27일 : 속초여자중학교 인가(3학급)
- 1955년 5월 24일 : 개교
- 1979년 3월 10일 : 속초여자고등학교와 분리
- 2019년 3월 1일 : 속초해랑중학교로 교명 변경(남녀공학 전환)
- 2025년 1월 7일 : 제70회 졸업식(졸업생 161명, 누계 19,567명)
- 2025년 3월 1일 : 제25대 김기형 교장 취임
- 2025년 3월 4일 : 입학식(신입생 191명)

## 참고 자료
- 속초해랑중학교 - 한국교육학술정보원 학교알리미